# روجر بوث
روجر بوث (بالإنجليزية: Roger Bothe)‏ هو لاعب كرة قدم أمريكي في مركز الهجوم، ولد في 6 يناير 1988 في هامبتون في الولايات المتحدة. لعب مع ريتشموند كيكرز.